# Scrophularia subverticillata
Scrophularia subverticillata är en flenörtsväxtart som beskrevs av Giuseppe Giacinto Moris. Scrophularia subverticillata ingår i släktet flenörter, och familjen flenörtsväxter. Inga underarter finns listade i Catalogue of Life.